# Love Like Oxygen
Love Like Oxygen (em coreano: 산소 같은 너 (Love Like Oxygen); Sanso Gateun Neo (Love Like Oxygen)) é o primeiro single do primeiro álbum de estúdio  da boy band sul-coreana Shinee, The Shinee World. O single é um cover da canção "Show The World" do cantor dinamarquês Martin Hoberg Hedegaard vencedor do X Factor, originalmente escrita pela produção dinamarquesa de Thomas Troelsen, Remee e Lucas Secon. Embora a versão de Shinee seja um cover, o conteúdo da letra e a mensagem é um pouco diferente.

## Vídeo musical
O vídeo da música mostra os meninos dançando em um quarto branco, vestindo roupas coloridas e em seguida, vestindo roupas preto e branco perto do fim. Ele muda de cena para os meninos em um clube com fotos individuais de suas partes solo. A dança foi coreografada pela bailarina japonesa Rino Nakasone.

## Lançamento
A SM Entertainment começou a promover "Love Like Oxygen" como o primeiro single do grupo fora da Coreia do Sul. O grupo foi para a Tailândia em novembro de 2008, onde o single tornou-se número um (assim como o álbum). A SM Entertainment continuou a lançar "Love Like Oxygen" em toda a Ásia no início de 2009. O single e o álbum também foram lançados em Taiwan.

## Lista de faixas
| N.º            | Título                                               | Duração |  |
| 1.             | "Love Like Oxygen" (산소 같은 너 (Love Like Oxygen)) | 3:02    |  |
| 2.             | "Love Like Oxygen" (Instrumental)                    | 3:02    |  |
| Duração total: | Duração total:                                       | 6:04    |  |

### Desempenho nas paradas
| Gráfico (2008)     | Melhores posições |
| ------------------ | ----------------- |
| Gaon Singles chart | 1                 |